# Canna paniculata
Canna paniculata är en kannaväxtart som beskrevs av Hipólito Ruiz López och Pav.. Canna paniculata ingår i släktet kannor, och familjen kannaväxter. Inga underarter finns listade i Catalogue of Life.

## Bildgalleri

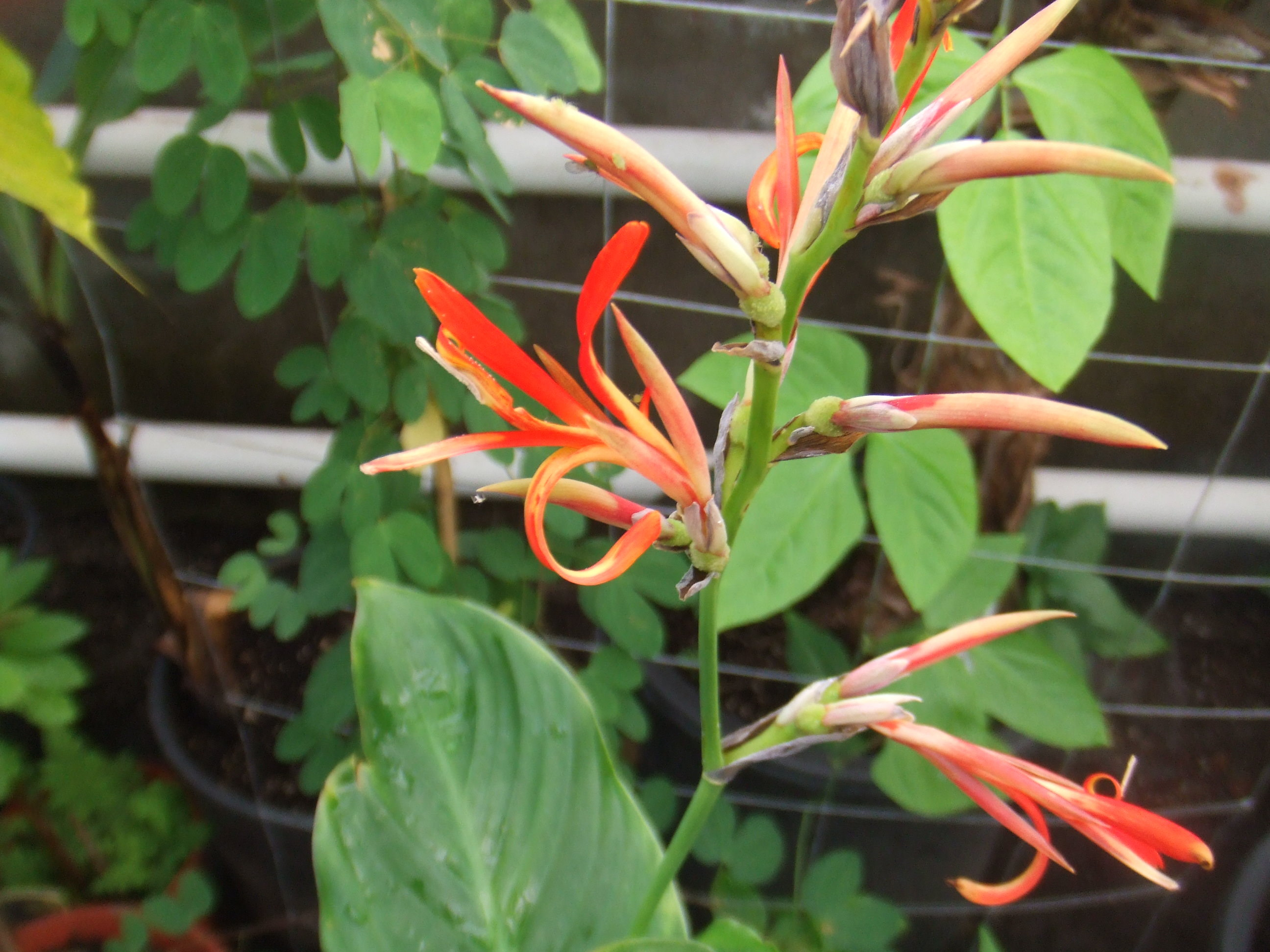
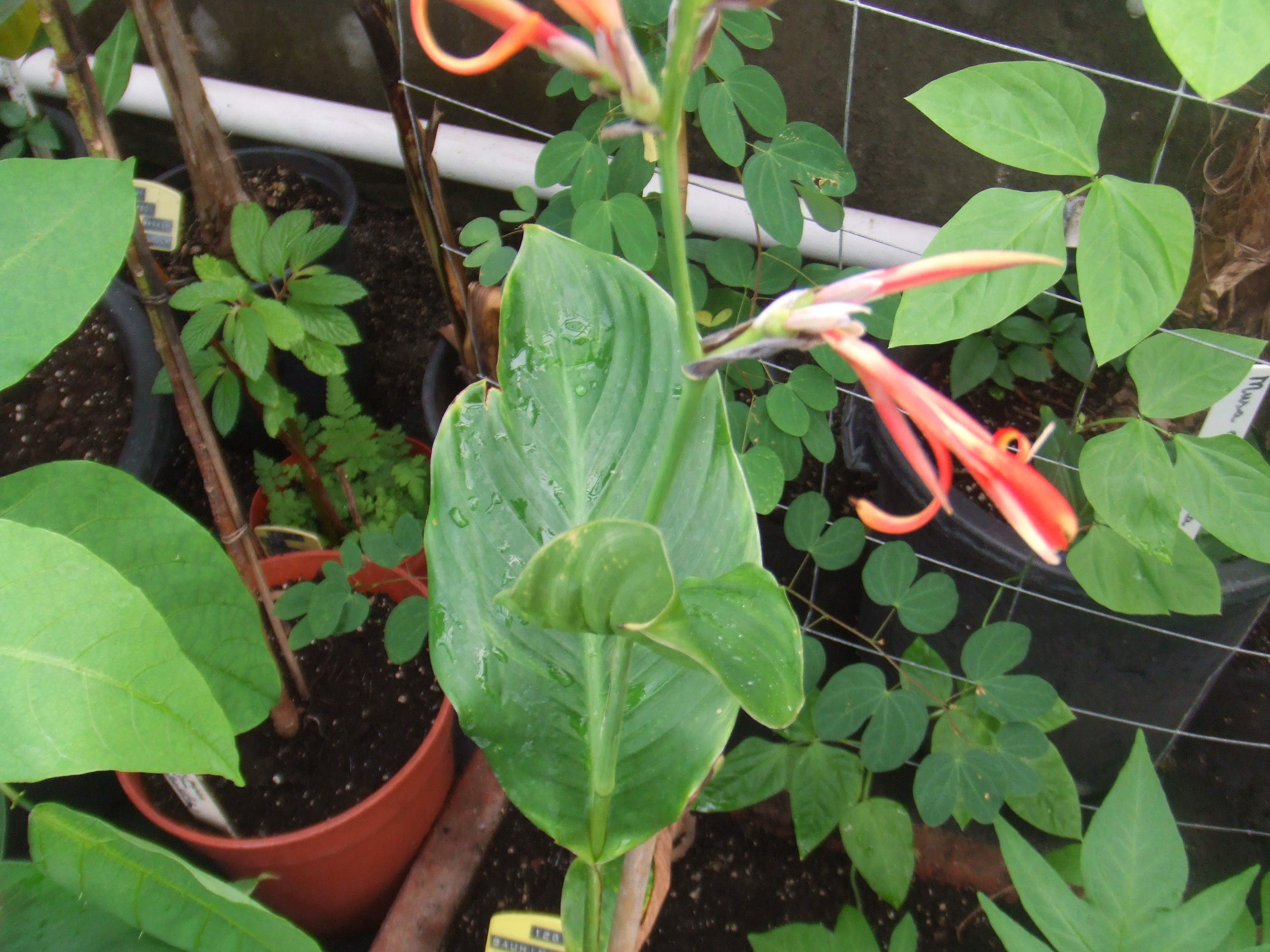